# Tornanádaska
Tornanádaska, ou simplement Nádaska, est un village de Hongrie, situé dans le département de Borsod-Abaúj-Zemplén. Lors du recensement de 2008, il y avait 616 habitants.